# Marie Toomey
Marie Toomey (* 3. Oktober 1923 in Melbourne; † 29. März 2014 in Perth) war eine australische Tennisspielerin. Nach ihrer Hochzeit trat sie unter ihrem Ehenamen Marie Martin an.

## Karriere
Marie Toomey trat zwischen 1945 und 1950 sowie zwischen 1955 und 1960 bei Tennisturnieren an. Zwischenzeitig war sie nicht als Amateurin geführt.
Ihre größten Erfolge waren zwei Finalteilnahmen bei den Australian Championships. Im Jahr 1948 verlor sie das Einzelfinale gegen Nancye Bolton. Im Folgejahr erreichte sie mit ihrer Partnerin Doris Hart das Doppelfinale, das sie gegen Thelma Long und Nancye Bolton verloren.
Neben ihrer aktiven Karriere war sie bereits als Tennistrainerin tätig.

## Finalteilnahmen bei Grand-Slam-Turnieren

### Einzel
| Nr. | Datum           | Turnier                  | Belag | Finalgegnerin | Ergebnis |
| --- | --------------- | ------------------------ | ----- | ------------- | -------- |
| 1.  | 26. Januar 1948 | Australian Championships | Rasen | Nancye Bolton | 3:6, 1:6 |

### Doppel
| Nr. | Datum           | Turnier                  | Belag | Partnerin  | Finalgegnerinnen          | Ergebnis |
| --- | --------------- | ------------------------ | ----- | ---------- | ------------------------- | -------- |
| 1.  | 31. Januar 1949 | Australian Championships | Rasen | Doris Hart | Thelma Long Nancye Bolton | 0:6, 1:6 |

## Persönliches
Anfang 1950 heiratete Marie Toomey den Australier George Martin in Caulfield, einem Vorort von Melbourne. Im März 2014 starb sie im Alter von 90 Jahren.